# 後袋仔
後袋仔，又稱後帝仔，為台灣澎湖縣望安鄉將軍村的一個島嶼，面積約0.0279平方公里。島嶼位於將軍澳嶼南方300公尺處。該島因早期有將軍村民開墾故仍留有石牆遺跡。